# Ioan Dîrzu
Ioan Dîrzu (n. 1 februarie 1967, Teiuș, România) este un fost deputat român, ales în legislaturile 2012-2016 și 2016-2020 din partea Partidului Social Democrat.